# آلفی گیلکریست
آلفی گیلکریست (زادهٔ ۲۸ نوامبر ۲۰۰۳ در لندن) بازیکن فوتبال اهل انگلستان است که برای تیم فوتبال چلسی در لیگ برتر فوتبال انگلستان بازی می‌کند.